# Лучки (Приморский край)
Лучки́ — село в Хорольском районе Приморского края России. Административный центр Лучкинского сельского поселения.

## География
Дорога к селу Лучки идёт на север от посёлка Ярославский, расстояние около 13 км. От села Лучки на север идёт дорога к селу Петровичи, на северо-запад — к селу Новобельмановка.

## История
Основано переселенцами из села Лучки Полтавской губернии. Село быстро стало одним из крупнейших в уезде. К 1914 году в селе была трехклассная школа, торговые лавки, магазин. В 1930 году образован колхоз «Красный восток». К 1940 году в селе насчитывалось 49 комбайнов, 38 культиваторов, 49 сеялок. В Великую Отечественную войну на полях сражений погибло 72 жителя села.

## Население
| 1915 | 2002  | 2008 | 2010 |
| ---- | ----- | ---- | ---- |
| 1548 | ↘1091 | ↘960 | ↘863 |

## Улицы
| - ул. Вокзальная, - ул. Калининская, - ул. Колхозная, - ул. Комсомольская, - ул. Красноармейская, | - ул. Ленинская, - ул. Линейная, - ул. Луговая, - ул. Матросова, - ул. Набережная, | - ул. Партизанская, - ул. Почтовая, - ул. Рабочая, - ул. Советская, - ул. Юбилейная. |

## Экономика
Экономику села представляет СХПК «Лучковский», ориентирующийся на животноводство и выращивание зерновых культур.

## Инфраструктура
В селе функционируют фельдшерско-акушерский пункт, клуб, библиотека, средняя школа, почтовое отделение, несколько магазинов.

## Известные уроженцы
- Пугач, Максим Кириллович (1916—1943) — советский военнослужащий, лейтенант, Герой Советского Союза.
- Самардак, Александр Сергеевич (род. 1979) — российский физик. Доктор физико-математических наук.